# Versonnex (Haute-Savoie)
Versonnex ist eine französische Gemeinde im Département Haute-Savoie in der Region Auvergne-Rhône-Alpes.

## Geographie
Versonnex liegt auf 477 m, etwa 15 Kilometer westlich der Stadt Annecy (Luftlinie). Das Bauerndorf erstreckt sich an aussichtsreicher Lage auf einem sanft gegen Süden abfallenden Geländevorsprung zwischen dem Tal des Fier im Südwesten und demjenigen der Morge im Osten, östlich der Montagne du Gros Foug, im Albanais.
Die Fläche des 4,18 km² großen Gemeindegebiets umfasst einen Abschnitt des westlichen Genevois. Als Hauptsiedlungsgebiet dient der breite Kamm von Versonnex, der sich gegen Westen und Süden allmählich zur Ebene am Fier senkt. Mit 563 m wird nördlich des Dorfes die höchste Erhebung von Versonnex erreicht. Die östliche Grenze verläuft entlang der Morge, die hier in einem in die Umgebung eingeschnittenen Tal zum Fier fließt.
Zu Versonnex gehören neben dem eigentlichen Ortskern auch verschiedene Weilersiedlungen und Gehöfte, darunter:
- Piracot (390 m) leicht erhöht über dem Talboden des Fier
- Mont Pelly (500 m) auf der Höhe nördlich an das Dorf anschließend

Nachbargemeinden von Versonnex sind Menthonnex-sous-Clermont im Norden, Thusy und Saint-Eusèbe im Osten, Vallières-sur-Fier im Süden sowie Crempigny-Bonneguête im Westen.

## Geschichte
Versonnex wird im 15. Jahrhundert erstmals urkundlich erwähnt. Der Ort gehörte als Lehen den Baronen von Sion und Crête.

## Sehenswürdigkeiten
Die Dorfkirche Saint-Pierre wurde 1852 an der Stelle eines früheren Gotteshauses errichtet. Von der Burg Crête aus dem 16. Jahrhundert sind nur noch Ruinen erhalten. Das einstige Château de Serraval wurde 1954 zu einem Bauernhof umgenutzt. Als weitere Sehenswürdigkeiten gelten das Château de Couey und eine Mühle an der Morge.

## Bevölkerung
| Jahr                       | 1962 | 1968 | 1975 | 1982 | 1990 | 1999 |
| Einwohner                  | 148  | 140  | 146  | 236  | 227  | 313  |
| Quellen: Cassini und INSEE |      |      |      |      |      |      |

Mit 678 Einwohnern (Stand 1. Januar 2022) gehört Versonnex zu den kleinen Gemeinden des Département Haute-Savoie. Im Verlauf des 19. und 20. Jahrhunderts nahm die Einwohnerzahl aufgrund starker Abwanderung kontinuierlich ab (1861 wurden in Versonnex noch 442 Einwohner gezählt). Seit Mitte der 1970er Jahre wurde jedoch wieder eine deutliche Bevölkerungszunahme verzeichnet.

## Wirtschaft und Infrastruktur
Versonnex ist noch heute ein vorwiegend durch die Landwirtschaft geprägtes Dorf. Daneben gibt es einige Betriebe des lokalen Kleingewerbes. Einige Erwerbstätige sind Wegpendler, die in den größeren Ortschaften der Umgebung sowie im Raum Annecy ihrer Arbeit nachgehen.
Die Ortschaft liegt abseits der größeren Durchgangsstraßen, ist aber von der Departementsstraße D910, die von Rumilly nach Frangy führt, leicht erreichbar. Der nächste Anschluss an die Autobahn A41 befindet sich in einer Entfernung von rund 16 km.